# Corna

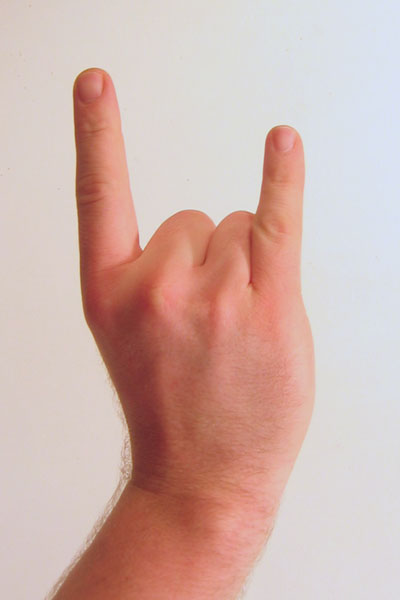
Hur man utför gesten, sett från den som gör den.

Corna (italienska för horn, även mano cornuta, behornad hand och hanrej) är en apotropeisk handgest och som används i bland annat medelhavsländer där pek- och lillfinger sticks upp medan lång- och ringfinger hålls nere av tummen.
Det är en gest med olika traditioner som spreds via hårdrocksscenen under 1970-talet. Det var musikern Ronnie James Dio som började gör tecknet på livekonserter, efter att han sett det göras av sin sicilianska farmor. Den förknippades först med djävulsdyrkan och annan djävulssymbolik som pentagram inom hårdrock, men har blivit en generell symbol inom musik och började användas av Parliament-Funkadelic och inom hiphop. 
Enligt en folktro skyddar gesten mot onda ögat, och det var så Ronnie James Dio förstod gesten via hans farmor. Genom att rikta pek- och lillfingrarna mot en person med onda ögat så att det efterliknar ett par horn blir man beskyddad. Skyddet består i att hornen är vassa och följer principen vasst emot. Gestens ursprung kan spåras tillbaka till antikens Grekland.
Gesten används också som symbol för hanrej och används då pejorativt om att någon är en horunge eller inte kan tillfredsställa sin hustru.